# Saint-Pal-de-Senouire
Saint-Pal-de-Senouire là một xã thuộc tỉnh Haute-Loire trong vùng Auvergne-Rhône-Alpes ở nam trung bộ nước Pháp. Khu vực này có độ cao trung bình mét trên mực nước biển. Theo điều tra dân số năm 1999 của INSEE có dân số người.
Sông Senouire chảy theo hướng nam qua giữa thị trấn.